# Clandestino
Clandestino és el primer disc en solitari d'en Manu Chao, antic cantant i líder de la banda hispano-francesa Mano Negra. Va ser publicat l'any 1998 i des de llavors ha mantingut un ritme de vendes important.

## Llista de cançons
1. Clandestino - 2:26
2. Desaparecido - 3:48
3. Bongo Bong (Chao) - 2:52
4. Je Ne T'Aime Plus - 1:50
5. Mentira - 4:37
6. Lagrimas de Oro - 2:57
7. Mama Call - 2:21
8. Luna y Sol - 3:06
9. Por el Suelo - 2:21
10. Welcome to Tijuana - 4:03
11. Día Luna... Día Pena - 1:30
12. Malegria - 2:51
13. La Vie a 2 - 3:04
14. Minha Galera - 2:21
15. La Despedida - 3:02
16. El Viento - 2:38

## Músics
- Manu Chao: música i lletres
- Jeff Cahours: trombó
- Antoine Chao: trompeta
- Ángelo Mancini: trompeta
- Anouk: cors
- Awa Touty Wade: cors